# آرتور گودهارت
آرتور لیمن گودهارت (به انگلیسی: Arthur Lehman Goodhart) (۱ مارس ۱۸۹۱ در شهر نیویورک – ۱۰ نوامبر ۱۹۷۸ در آکسفورد) یک حقوق دان و وکیل آمریکایی‌الاصل بود. گودهارت از سال ۱۹۳۱ تا ۱۹۵۱، به مدت بیست سال صاحب کرسی «استاد علم حقوق» در دانشگاه آکسفورد بود و همزمان به عنوان عضو هیئت علمی کالج دانشگاه آکسفورد نیز فعالیت می‌کرد. او نخستین شخص آمریکایی بود که به سمت استادی یک کالج دانشگاه آکسفورد رسید.

## زندگینامه شخصی و تحصیلی
آرتور گودهارت در یک خانواده یهودی در شهر نیویورک متولد شد. او کوچکترین فرزند هریت «هتّی» (با نام‌خانوادگی اصلی لیمن) و فیلیپ ژولیوس گودهارت بود. برادر و خواهر او هاوارد گودهارت و هلن گودهارت آلتشول (همسر فرانک آلتشول) نام داشتند. پدربزرگ مادری او مایر لیمن، یکی از سه برادری بود که شرکت سرمایه‌گذاری لیمن برادرز را بنیان نهاد. گودهارت تحصیلات خود را در مدرسهٔ شبانه‌روزی هاچکیس، دانشگاه ییل و کالج ترینیتی کمبریج گذراند. در دانشگاه ییل گودهارت سردبیر نشریهٔ طنز ییل رکورد بود. او پس از بازگشت به ایالات متحده، تا شروع جنگ جهانی اول به پیشهٔ وکالت پرداخت. همزمان با آغاز جنگ گودهارت به مشاغل دانشگاهی روی آورد. گودهارت ابتدا در دانشگاه کمبریج و بعد از آن در دانشگاه آکسفورد به تدریس پرداخت و در این دانشگاه بود که صاحب کرسی «استاد علم حقوق» گردید. او به مدت پنجاه سال سردبیری فصلنامهٔ لا ریویو را برعهده داشت.

## زندگینامهٔ حرفه‌ای
گودهارت در سال ۱۹۱۴ حاضر به خدمت در ارتش بریتانیا و حضور در جنگ جهانی اول نشد و همزمان با ورود ارتش ایالات متحده به جنگ جهانی در سال ۱۹۱۷، به عضویت آن درآمد و در سال ۱۹۱۹ در عملیات آمریکا در لهستان سمت مشاور را برعهده داشت.
او در سال ۱۹۱۹ توسط «جامعهٔ وکلای تمپلز این» به آزمون اختبار فراخوانده شد و عضو هیئت علمی و استاد حقوق کالج کورپس کریستی کمبریج شد. او از سال ۱۹۲۱ تا ۱۹۲۵ سردبیری نشریهٔ حقوقی کمبریج را برعهده داشت و از سال ۱۹۲۶ سردبیری فصلنامهٔ لا ریویو را برعهده گرفت. در سال ۱۹۳۱ او به آکسفورد نقل مکان کرد تا بر کرسی «استاد علم حقوق» تکیه بزند. این کرسی طی سال‌های ۱۹۵۱ تا ۱۹۶۳ در تصاحب او بود و زمانی که به سمت استاد تمامی دانشگاه آکسفورد نائل شد، این جایگاه را ترک گفت.
او به عنوان یکی از اعضای «کمیتهٔ تجدیدنظر حقوق» به پیشرفت شاخه‌های مختلف حقوق کمک شایانی نمود.

## زندگی خصوصی و میراث
او با سسیلی گودهارت (که نام خانوادگی اصلی او پیش از ازدواج «کارتر» بود) ازدواج کرد. همسر او انگلیسی بود. آن‌ها سه فرزند داشتند: سر فیلیپ گودهارت؛ ویلیام گودهارت (لرد گودهارت از یولبری)؛ و چارلز گودهارت (که قانون گودهارت به افتخار او نامیده شده‌است).
دانشجویان زیادی تحت هدایت گودهارت تحصیل کردند که از جملهٔ آن‌ها می‌توان به باب هاوک اشاره کرد که در سال ۱۹۵۳ تحت نظر گودهارت تحصیل می‌کرد و بعدها به سمت نخست‌وزیر استرالیا منصوب شد.
«صحن حیاط (محوطهٔ) گودهارت» و «ساختمان گودهارت» (که از سمت شرق بر صحن مذکور مُشرف است و از آن به عنوان خوابگاه دانشجویی استفاده می‌شود) که بیرون از بخش «لاجیک لین کالج» دانشگاه آکسفورد قرار دارند برای بزرگداشت او به این نام نامیده شده‌اند. حیاط سسیلی منطقهٔ کوچک و روبازی که فواره‌ای هم در آن قرار دارد و بین «ساختمان گودهارت» و «بالا خیابان ۸۳–۸۵» واقع شده برای بزرگداشت همسر گودهارت به این نام نامیده شده‌است.

## افتخارات و عناوین
- ۱۹۳۸، قاضی افتخاری، جامعهٔ وکلای لینکلنز این
- ۱۹۴۳، مشاور حقوقی پادشاه
- ۱۹۴۸، شوالیهٔ افتخاری امپراتوری بریتانیا (KBE)
- ۱۹۵۲، عضو هیئت علمی آکادمی بریتانیا
- دریافت مدارک افتخاری از بیست دانشگاه
- عضو افتخاری هیئت علمی کالج ترینیتی کمبریج